# Beauvoisin, Drôme
Beauvoisin là một xã thuộc tỉnh Drôme trong vùng Auvergne-Rhône-Alpes đông nam nước Pháp. Xã Beauvoisin, Drôme nằm ở khu vực có độ cao từ 409-1034 mét trên mực nước biển.